# ТЕС Таїф
21°16′55″ пн. ш. 40°24′26″ сх. д. / 21.28194° пн. ш. 40.40722° сх. д.
ТЕС Таїф — колишня теплова електростанція на заході Саудівської Аравії.
Електростанція використовує газові турбіни, встановлені на роботу у відкритому циклі:
- в 1976 році ввели в дію дві турбіни потужністю по 19,5 МВт;
- у 1977-му запустили одну турбіну з показником 16 МВт;
- в 1981-му станцію підсилили ще трьома турбінами з показниками по 20,3 МВт.
Таким чином, загальна потужність потужність ТЕС досягнула 116 МВт.
Як паливо ТЕС використовувала нафтопродукти. 
Як засвідчують дані геоінформаційних систем, в 2022 – 2023 роках всі турбіни станції були демонтовані.